# Karnivool
Karnivool es una banda australiana de nu metal y metal alternativo de carácter progresivo fundada en la ciudad de Perth en 1997. Está compuesta por Ian Kenny (voz), Andrew Goddard (guitarra), Mark Hosking (guitarra), Jon Stockman (bajo) y Steve Judd (batería).

## Comienzos y evolución
Sus orígenes se encuentran en una banda anterior formada por Kenny y Goddard en el instituto, que tocaba versiones de Nirvana y Carcass, y que tras cambiar su nombre al actual en 1998 comenzó a componer y grabar canciones originales. Esto dio como resultado dos EP, Karnivool 1999 y Persona 2001, bien recibidos por la crítica (especialmente el último) y que les posibilitó grabar su primer LP en 2004, que salió al mercado con el nombre de Themata en febrero del año siguiente. Su último trabajo, Asymmetry, fue publicado en 2013.
Mientras sus primeros trabajos seguían la corriente del nu metal con tintes progresivos, Sound Awake presenta evidentes trazas de rock progresivo y experimentación.

## Miembros
- Andrew Goddard – guitarra líder, voz (1997–presente)
- Mark Hosking – guitarra, voz (2003–presente)
- Steve Judd – batería (2004–presente)
- Ian Kenny – voz principal (1997–presente)
- Jon Stockman – bajo (2000–presente)

Antiguos
- Andrew Brown – bajo (1998–2000)
- Ray Hawking – batería (2000–2004)
- Brett McKenzie – batería (1998–2000)

## Discografía
EP
- Karnivool (1999)
- Persona (2001)

LP
- Themata (2005)
- Sound Awake (2009)
- Asymmetry (2013)